# 德莱比奥
德莱比奥（義大利語：Delebio），是意大利松德里奥省的一个市镇。总面积22平方公里，人口3173人，人口密度144.2人/平方公里（2009年）。国家统计（ISTAT）代码为014026。
德莱比奥与安达洛瓦尔泰利诺、科利科、杜比诺、帕尼奥纳、皮安泰多、普雷马纳和罗戈洛接壤。